# 卡魯斯出版社
卡魯斯出版社（德語：Carus-Verlag）是一家位於德國斯图加特的出版社，創立於1972年。
卡魯斯出版社由指揮君特·格劳利希夫婦所創立，專注於合唱曲目的編纂、出版。

## 業務
現有超過兩萬六千部作品出版（迄2016年1月），規模可觀。企業第二代约翰内斯·格劳里希（Johannes Graulich）對此表示：
我们首先是家族企业，其次，有着异常宽泛的产品目录，我们就这样很好地生存了几十年。
該社編有作曲家赖因贝格尔、雷格等人的作品全集。

### 商業錄音
卡魯斯出版社會為部分的出版樂譜特別錄製錄音，例如舒伯特、宗斯蒂格等人的罕見歌劇作品。現時他們正著手製作威廉·弗里德曼·巴赫作品全集的附屬錄音。

### 參照
1. ↑  Cari amici: Festschrift 25 Jahre Carus-Verlag. Barbara Mohn, Hans Ryschawy, Carus-Verlag - 1997
2. ↑  . 2013-05-02  [2020-08-03].
3. ↑  Harald Wanger, Rheinberger-Archivar, Organist, Pädagoge Harald Wanger, Franz-Georg Rössler, Robert Allgäuer - 2003 p. 48 Carus-Verlag, Musikalische Schätze abseits bekannter Pfade - Harald Wanger und der Carus-Verlag "Für den Carus-Verlag ist die Verbindung zu Harald Wanger und dem Josef Rheinberger-Archiv ein Glücksfall."

## 外部連結
- 卡魯斯出版社的官方網站（页面存档备份，存于）
- 卡魯斯出版社的免费乐谱，由国际乐谱典藏计划提供